# Filomeno Paixão
Pour les articles homonymes, voir Paixão.
Filomeno da Paixão de Jesus (né le 27 mars 1953 à Bobnaro au Timor portugais), est un ancien officier des Forces de défense du Timor oriental (FDTO). Il est également homme politique et ministre de la Défense (en) de 2018 à 2023. Non aligné sur un parti, il siège en tant que parlementaire indépendant.

## Biographie

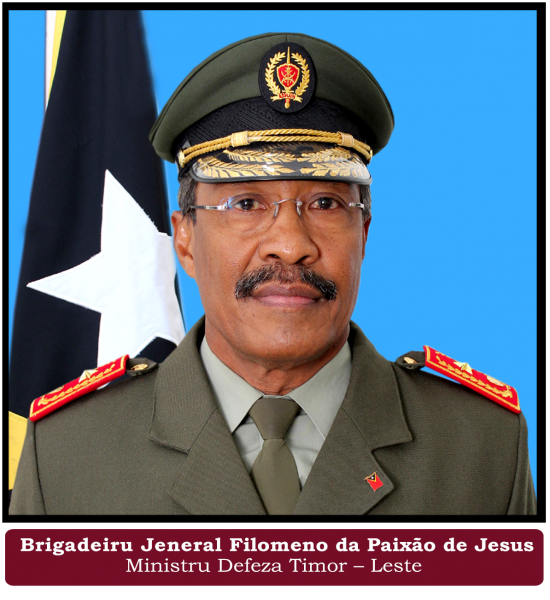
Général de bridage Filomeno Paixão

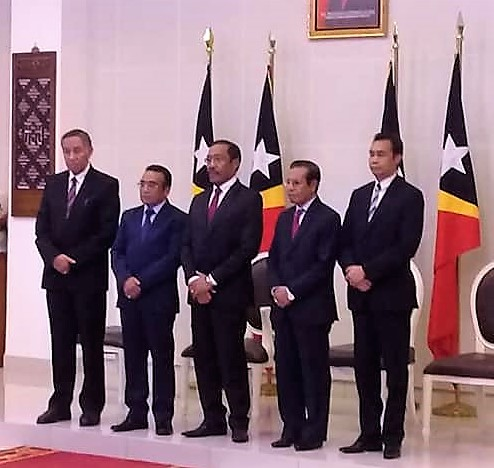
Inauguration de Paixão au poste de ministre de la Défense (2018)

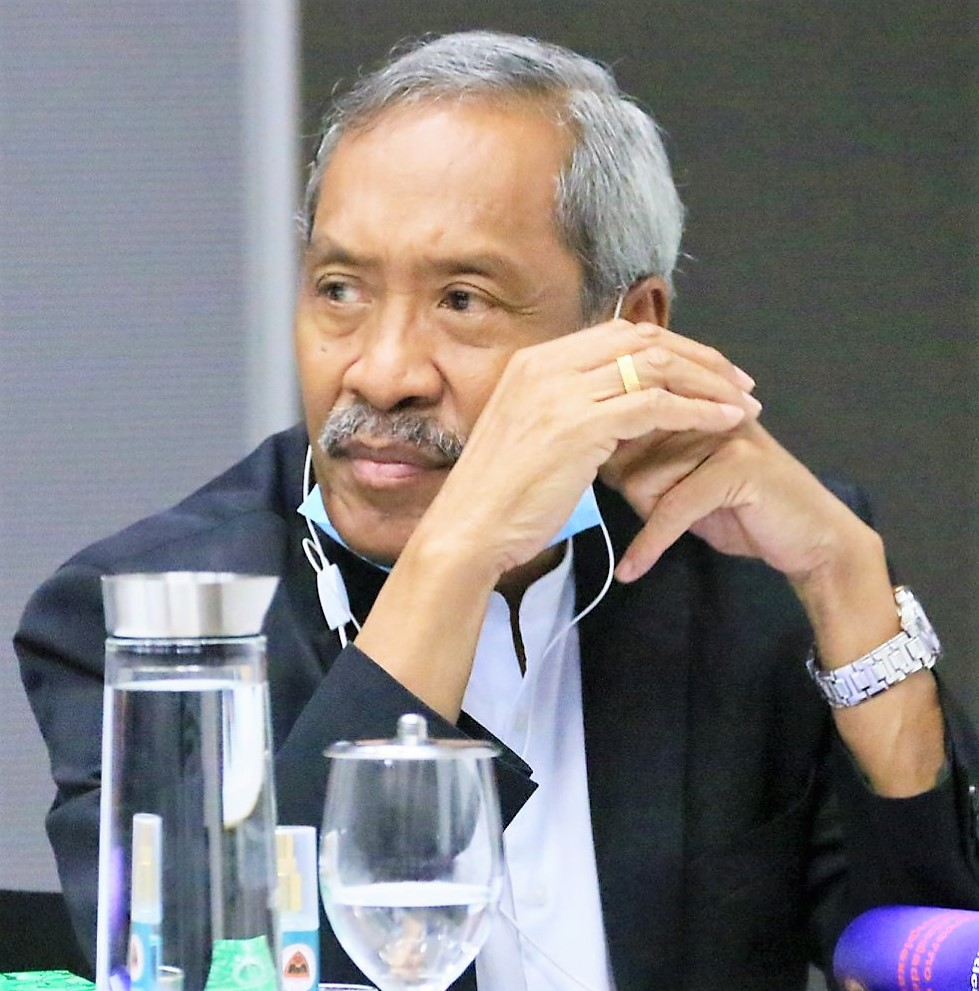
Ministre de la Défense Paixão (2020)

### Éducation
Né dans le Loro Munu (en) (l'Ouest du pays), Paixão étudie au collège colonial portugais Liceu Dr. Francisco Machado (en) pendant sept ans. Plusieurs années plus tard, il complète une formation militaire au Portugal de juin 2010 à juin 2011 et simultanément des études en troisième cycle à l'université nationale timoraise (en) (UNTL) entre 2007 et 2012.

### Période coloniale
De septembre 1971 à août 1975, Paixão travaille dans l'administration coloniale et, en 1974, est parmi les fondateurs de la Associação Social Democrática Timorense (ASDT) qui deviendra plus tard le FRETILIN. Dans le nouveau parti, il exerce la fonction de vice-secrétaire à la justice dès novembre 1975.

### Occupation indonésienne
À la suite de l'invasion indonésienne de l'éphémère république du Timor oriental, Paixão  se joint à la résistance armée avec les FALINTIL. Avec le groupe, il est chef de section à Liquiçá entre mars et janvier 1976. Ensuite, il est commandant du secteur de la frontière nord de janvier à novembre 1977. Alors que les forces de résistance font face à une situation périlleuse liée aux risques de maladie et de famine, il contacte les forces indonésiennes à Fatubessi (en) et ensuite, le 7 février 1979, la majorité des dirigeants résistants et de civils timorais de la frontière nord se rendent au bataillon indonésien 512. En 1989, lors de la visite du pape Jean-Paul II, les Indonésiens arrêtent de manière préventive les fauteurs de troubles potentiels qui pourraient faire des manifestations en faveur de l'indépendance. Bien qu'il ne soit pas inquiété lors de la visite, Paixão est arrêté pour ce motif en juin 1990 et conduit à la base militaire de Dili.

### Indépendance
Après le référedum sur l'indépendance et la crise qui s'ensuivit, la région, sous contrôle de la ATNUTO, se dirige vers son indépendance complète en 2002. À ce moment, les forces du FALINTIL sont transférés dans la nouvelle Forces de défense du Timor oriental (FDTO) et Paixão, qui était lieutenant-colonel depuis le 1er février 2001 et chef logistique entre février 2001 et mars 2004. À partir de février 2004, il est commandant de marine au ministère de la défense et également commandant en chef adjoint des forces armées jusqu'en août 2008. Paixão est également commandant de l'opération Halibur (de) menant à la reddition du chef rebelle Gastão Salsinha au début de 2008. Dès août 2008, il dirige le bureau de planification Forças 2020 et obtient le grade de colonel le 14 janvier 2009. En janvier 2010, il est chef de cabinet (Chefe de Estado-Maior) et finalement promu général de brigade et commandant adjoint des forces armées le 6 octobre 2011.

### Chef de l'armée
Le 9 février 2015, le président Taur Matan Ruak nomme Paixão nouveau commandant en chef des FDTL et succède alors à Lere Anan Timur. Cette décision du président c'est toutefois heurtée à la résistance du parlement et du gouvernement qui envisageaient une prolongation du mandat d'Anan Timur. Finalement le 15 avril, une entente survient et c'est finalement Pedro Klamar Fuik qui est nommé nouveau chef d'état-major,. Entretemps, Anan Timur et Paixão continuent d'exercer leurs fonctions réciproques. Toutefois, la transfert ne survient pas durant la présidence de Ruak et, en octobre 2015, le nouveau gouvernement dirigé par le premier ministre Marí Alkatiri et le président Francisco Guterres recommande la prolongation du mandat actuel de Paixão avec les FDTL ce qui entraîne une modification de la loi militaire qui n'autorisait pas ces délais,.

### Ministre de la Défense
En 2018, Filomeno Paixão est nommé ministre de la Défense dans le VIIIe gouvernement du Timor oriental et présente alors sa démission au sein des FDTL,. Cependant, des problèmes administratifs et son absence de la prestation de serment le 22 juin, fait en sorte que sa révocation des forces armées n'était pas encore officielle. La destitution pouvait alors être annoncée par le président à la demande du gouvernement, mais celui-ci n'était pas encore en poste,,. Finalement, le 5 juillet, Paixão est nommé ministre de la Défense par le président Guterres et prête serment le 9 juillet. Il reste à se poste jusqu'à la dissolution de la législature le 30 juin 2023.

## Famille
Paixão est le fils de Miguel Faria de Jesus et de Norberta Ximenes de Jesus. Il épouse Maria José doe Mártieres de Carvalho et le couple à cinq enfants.

## Décoration
| Ruban | Récompense                           | Date       | Notes  |
| ----- | ------------------------------------ | ---------- | ------ |
|       | Insigne de l'ordre du Timor oriental | 5 mai 2017 | [ 17 ] |
|       | Médaille Halibur (de)                |            | [ 18 ] |